# Anikó Kéry
Anikó Kéry (ur. 31 marca 1956) – węgierska gimnastyczka. Brązowa medalistka olimpijska z Monachium.
Zawody w 1972 były jej jedynymi igrzyskami olimpijskimi. Brązowy medal zdobyła w rywalizacji drużynowej. Węgierską drużynę tworzyły także Ilona Békési, Mónika Császár, Márta Kelemen, Krisztina Medveczky i Zsuzsanna Nagy. Jej córka Anikó Kapros była profesjonalną tenisistką i olimpijką.